# Валуевское сельское поселение (Ростовская область)
Валуевское сельское поселение — муниципальное образование в Ремонтненском районе Ростовской области.
Административный центр поселения — село Валуевка.

## Административное устройство
В состав Валуевского сельского поселения входят:
- село Валуевка;
- хутор Вольный.

## Население
| 2010  | 2012  | 2013  | 2014  | 2015  | 2016  | 2017  |
| ----- | ----- | ----- | ----- | ----- | ----- | ----- |
| 1037  | ↘1023 | ↗1032 | ↗1075 | ↗1089 | ↘1080 | ↗1091 |
| 2018  | 2019  | 2020  | 2021  |       |       |       |
| ↘1089 | ↗1104 | ↘1091 | ↘1078 |       |       |       |